# Auguste Charlois
Auguste Honoré Charlois (26 de noviembre de 1864 - 26 de marzo de 1910) fue un astrónomo francés que descubrió 99 asteroides trabajando en Niza. El asteroide (1510) Charlois lleva su nombre.